# Чаир (община)
Чаир (на албански: Komuna e Çairit, Комуна е Чаирит, на македонска литературна норма: Чаир) е една от 10-те общини на столицата Скопие на Северна Македония.
Намира се в източната част на градския център, заобиколена е от общините Бутел, Гази Баба, Център и Карпош. Общината включва южните части от квартал Чаир и северните от квартал Център.
Общината заема 3,52 km2.

## Население
Според последното преброяване на територията на община Чаир има население от 64 773 души.
| Етническа принадлежност | Процент |
| северномакедонци        | 24,13%  |
| албанци                 | 57,00%  |
| турци                   | 6,95%   |
| роми                    | 4,76%   |
| власи                   | 0,12%   |
| сърби                   | 0,96%   |
| бошняци                 | 4,55%   |
| други                   | 1,53%   |